# Léré (Czad)
Léré – miasto w Czadzie, w regionie Mayo-Kebbi Ouest, departament Lac Léré; 17 132 mieszkańców (2005), położone pomiędzy jeziorami Lac de Lere i Lac de Trene, przy granicy z Kamerunem.